# Mediterraan draaigatje
Het mediterraan draaigatje (Tapinoma nigerrimum) is een mierensoort uit de onderfamilie van de Dolichoderinae. De wetenschappelijke naam van de soort is voor het eerst geldig gepubliceerd in 1856 door Nylander. De benaming draaigatje komt van de door de mier toegepaste manier van verdedigen: eerst bijten en dan het achterlijf naar de wond draaien en er een irriterende stof in spuiten.

## Kenmerken
De Mediterrane draaigatjes bestaan uit vier soorten die zeer op elkaar lijken en daarom gezamenlijk Tapinoma nigerrimum-complex worden genoemd.
Het mediterraan draaigatje is een zwartglanzende mier, waarvan de werksters sterk in grootte variëren van 2 tot 5 mm. Een typische kenmerk is, dat zij op de bestrating rond de nestopeningen kratertjes maken die herkenbaar zijn als bergjes zand. 

## Levenswijze

### Kolonies
Ieder nest wordt geregeerd door meerdere koninginnen. Zij keren na de paringsvlucht terug naar het moedernest en vormen zo tezamen een 'uni-kolonie' of 'superkolonie', die bestaat uit een cluster van afzonderlijke nesten, waarbij de werksters van alle koninginnen samenwerken. Zo neemt hun aantal ieder jaar toe en groeit ook de omvang van de kolonie. Daarmee gelijkt de levenswijze sterk op die van de Lasius neglectus.
De nesten kunnen zich bevinden in de grond, onder bestrating, in spouwmuren of binnenshuis tot aan bovenverdiepingen toe. In de zomer is de kolonie op z’n grootst. De werksters maken dan satellietnesten nabij voedselbronnen.

### Voortplanting
In het voorjaar worden voor de uitbreiding van het volk nieuwe koninginnen en mannetjes opgekweekt, die na ongeveer een maand uit het ei komen en een maand lang als gevleugelde mieren in het nest verblijven tot aan de paringsvlucht.

## Voorkomen
Een aantal jaar werd gedacht dat deze soort ook in Nederland zou voorkomen, maar inmiddel is bekend geworden dat dit de verwante soort Westmediterraan draaigatje betreft.
Het mediterraan draaigatje komt vooral voor in stedelijk gebied. In 2009 is de verwante soort voor het eerst in Duitsland waargenomen en in 2014 in België In 2013 werd voor het eerst melding gemaakt van zijn vestiging in Wageningen
Op 29 maart 2020 werd er gemeld dat het aantal kolonies binnen een jaar was toegenomen van 8 naar 18. De overlast in Spijkenisse tussen 1987 en 1999 blijkt echter ook al te zijn veroorzaakt door deze soort.